# Río Seixe
El río Seixe (en portugués, rio o ribeira de Seixe) es un río del suroeste de la península ibérica cuyo tramo bajo constituye el límite entre las regiones históricas del Algarve y el Alentejo (Portugal).
Según Adalberto Alves, en su Diccionario de arabismos de la lengua portuguesa, el origen del topónimo Seixe es la palabra árabe sayh, «torrente».

## Curso
El curso de agua principal toma inicialmente el nombre de ribeira da Perna Negra. Se alimenta de varios arroyos que descienden de la sierra de Monchique. Después de un recorrido de unos 6 km, recibe el ribeiro do Arroio, en la margen izquierda, y justo después a la ribeira do Montinho.
Junto a los pueblos de Foz da Perna Seca y Bemveja, recibe a la ribeira do Lameiro. Desde aquí se llama ribeira de Seixe. Luego pasa por Vale de Águia, Reguengo y Zambujeira de Baixo, en dirección este-oeste. Luego toma dirección noroeste y pasa por los pueblos de São Miguel y Baiona hasta llegar al pueblo de Odeceixe, volviendo hacia el oeste hasta la desembocadura de la playa de Odeceixe, en el océano Atlántico. Esta última parte del curso se inserta en el parque natural del Suroeste Alentejano y Costa Vicentina.

## Fuente
- Esta obra contiene una traducción  derivada de «Ribeira de Seixe» de Wikipedia en portugués, publicada por sus editores bajo la Licencia de documentación libre de GNU y la Licencia Creative Commons Atribución-CompartirIgual 4.0 Internacional.